# Zaragoza Siniyuvi
Zaragoza Siniyuvi är en ort i Mexiko.   Den ligger i kommunen Putla Villa de Guerrero och delstaten Oaxaca, i den sydöstra delen av landet, 300 km söder om huvudstaden Mexico City. Zaragoza Siniyuvi ligger 830 meter över havet och antalet invånare är 150.
Terrängen runt Zaragoza Siniyuvi är kuperad åt sydväst, men åt nordost är den bergig. Runt Zaragoza Siniyuvi är det ganska glesbefolkat, med 32 invånare per kvadratkilometer. Närmaste större samhälle är Putla Villa de Guerrero, 8,8 km väster om Zaragoza Siniyuvi. I omgivningarna runt Zaragoza Siniyuvi växer huvudsakligen savannskog.